# Ligne d'interconnexion bâloise
La ligne d'interconnexion bâloise, appelée en allemand Basler Verbindungsbahn, est une ligne de chemin de fer située en Suisse reliant la gare badoise et la gare CFF à Bâle.
L'infrastructure de cette ligne est partagée entre les CFF et DB Netz.

## Histoire
La ligne a été ouverte en novembre 1873.

## Les gares
- Gare de Bâle CFF
- Gare badoise de Bâle